# Letesenbet Gidey
Letesenbet Gidey, född 20 mars 1998, är en etiopisk långdistanslöpare.

## Karriär
Vid Världsmästerskapen i friidrott 2019 tog Gidey silver på 10 000 meter.
Den 8 juni 2021 satte hon nytt världsrekord på 10 000 meter med tiden 29.01,03. Bara två dagar tidigare hade Sifan Hassan på samma bana i Hengelo i Nederländerna slaktat dessförinnan gällande rekord. Vid olympiska sommarspelen 2020 i Tokyo tog Gidey brons på 10 000 meter.
Den 24 oktober 2021 satte Gidey ett nytt världsrekord på 21 km ”mixat” lopp i Valencia, Spanien. Tiden för världsrekordet på halvmaraton blev 1:02:52 h.
I juli 2022 vid VM i Eugene tog Gidey guld på 10 000 meter efter ett lopp på världsårsbästat 30 minuter och 9,94 sekunder.